# Elatostema pseudoplatyphyllum
Elatostema pseudoplatyphyllum är en nässelväxtart som beskrevs av Wen Tsai Wang. Elatostema pseudoplatyphyllum ingår i släktet Elatostema och familjen nässelväxter. Inga underarter finns listade i Catalogue of Life.